# Sebacina fungicola
Sebacina fungicola Hauerslev – gatunek grzybów z rodziny łojówkowatych (Sebacinaceae).

## Systematyka i nazewnictwo
Pozycja w klasyfikacji według Index Fungorum
Sebacina, Sebacinaceae, Sebacinales, Incertae sedis, Agaricomycetes, Agaricomycotina, Basidiomycota, Fungi.
Obecną, uznaną przez Index Fungorum nazwę, nadał mu w roku 1977 Hauerslev Knud.
Synonim nazwy naukowej: Exidiopsis fungicola (Hauerslev) Wojewoda 1981.

## Morfologia
Owocnik
Owocnik biały, galaretowaty lub woskowaty.
Cechy mikroskopowe
Strzępki z przegrodami, ze sprzążkami, cienkościenne, 0,5–2,5 µm szerokości. Podstawki owalne, z podłużnym przegrodami o wymiarach 5–9,5 × 5–7 µm z dwiema, a czasami trzema sterygmami o długości 15 µm. Zarodniki bezbarwne, cienkościenne, jajowate do podłużnych 5,5–7 × 2,5–3,5 µm.

## Występowanie i siedlisko
Grzyb pasożytniczy. Występuje w postaci matowej, cienkiej powłoki na niektórych owocnikach (apotecjum) Mollisia cinerea. Strzępki przeniknęły do gospodarza, ale ssawki nie były widoczne.